# アミティヴィル:ジ・アウェイクニング
『アミティヴィル:ジ・アウェイクニング』（原題：Amityville: The Awakening）は2017年にアメリカ合衆国で公開されたホラー映画である。監督・脚本はフランク・カルフン、主演はベラ・ソーンが務めた。本作は『悪魔の棲む家』シリーズの18作目に当たる作品である。

## 概要
ベル、ジュリエット、ジェームズの三人は母親のジョーンに連れられて新居へと引っ越してきた。ジェームズにかかる高額な医療費を工面するために、家賃を切り詰めなければならなくなったのである。
だが、引っ越してからと言うもの、一家の周辺では不思議な出来事が次々と起きた。昏睡状態にあったジェームズが突如覚醒したり、ベルが酷い悪夢にうなされるようになったりしたのである。
そんな中、ベルはジョーンが何かを隠しているのではないかと疑い始める。実は、一家の新居こそ、あの悪名高きオーシャン・アベニュー112番地にある家だったのである。

## キャスト
- ベラ・ソーン - ベル
- キャメロン・モナハン - ジェームズ
- ジェニファー・ジェイソン・リー - ジョーン
- トーマス・マン - テレンス
- マッケンナ・グレイス - ジュリエット
- ジェニファー・モリソン - キャディス
- カートウッド・スミス - ミルトン博士
- テイラー・スプライトラー - マリッサ
- クレオパトラ・コールマン - アニー

## 製作
当初の計画では本作は『Amityville: The Lost Tapes』と題された全く別の映画になる予定だった。ディメンション・フィルムズとミラマックスが製作を務め、ケイシー・ラ・スカラとダニエル・ファランズが脚本を担当し、ファウンド・フッテージの手法を駆使して撮影される予定だった。ストーリーは「テレビ局の野心あるインターンが、ジャーナリストとゴーストハンター、エクソシストを引き連れて世界で最も有名なアミティヴィルの幽霊屋敷に潜入する。そこで、一行は非日常への扉を開けてしまうのだった」というものになるはずだった。
フランク・カルフンが監督に起用され、撮影スケジュールと公開予定日が決まり、ボブ・ワインスタインも「私たちは『悪魔の棲む家』シリーズを復活させることにワクワクしています。目新しさがある一方で怖さもある映像には、往年のファンも新規のファンもきっと満足することでしょう。」と述べていたが、製作が難航したために企画自体が消滅してしまった。その後、ラ・スカラとファランズは脚本を修正し、2014年の3月に『Amityville』で映画化の計画を進めると発表した。その月のうちに、ベラ・ソーンとジェニファー・ジェイソン・リーの出演が決まった。4月にはトーマス・マン、キャメロン・モナハン、テイラー・スプライトラーの出演も決まった。

## マーケティング
2014年8月22日に出たファースト・トレイラーで、本作のタイトルが『Amityville: The Awakening』に修正されていた。2016年3月7日、テレビドラマ『ベイツ・モーテル』のシーズン4第1話「A Danger to Himself and Others」放送中に新しい予告編がCMとして流された。

## 公開
最初の予定では、本作の全米公開日は2015年1月2日になっていた。しかし、2014年9月、本作は公開予定作品の一覧から外されることとなった。2015年5月、本作の全米公開日が2016年4月15日になったと報じられた。2016年3月2日、フィルムヤード・ホールディングスがミラマックスをベイン・メディア・グループに売却したことで、ミラマックスが本作の製作会社から外れることとなった。その後、本作の全米公開日は2016年4月1日に前倒しされることとなった。しかし、試写会での反応を踏まえた結果、公開日は2017年1月6日に延期されることとなった。2016年12月16日、本作の全米公開日が2017年6月30日に変更されるという発表があった。2017年6月7日、本作の全米公開が再び白紙となった。